# Kastell Călugăreni

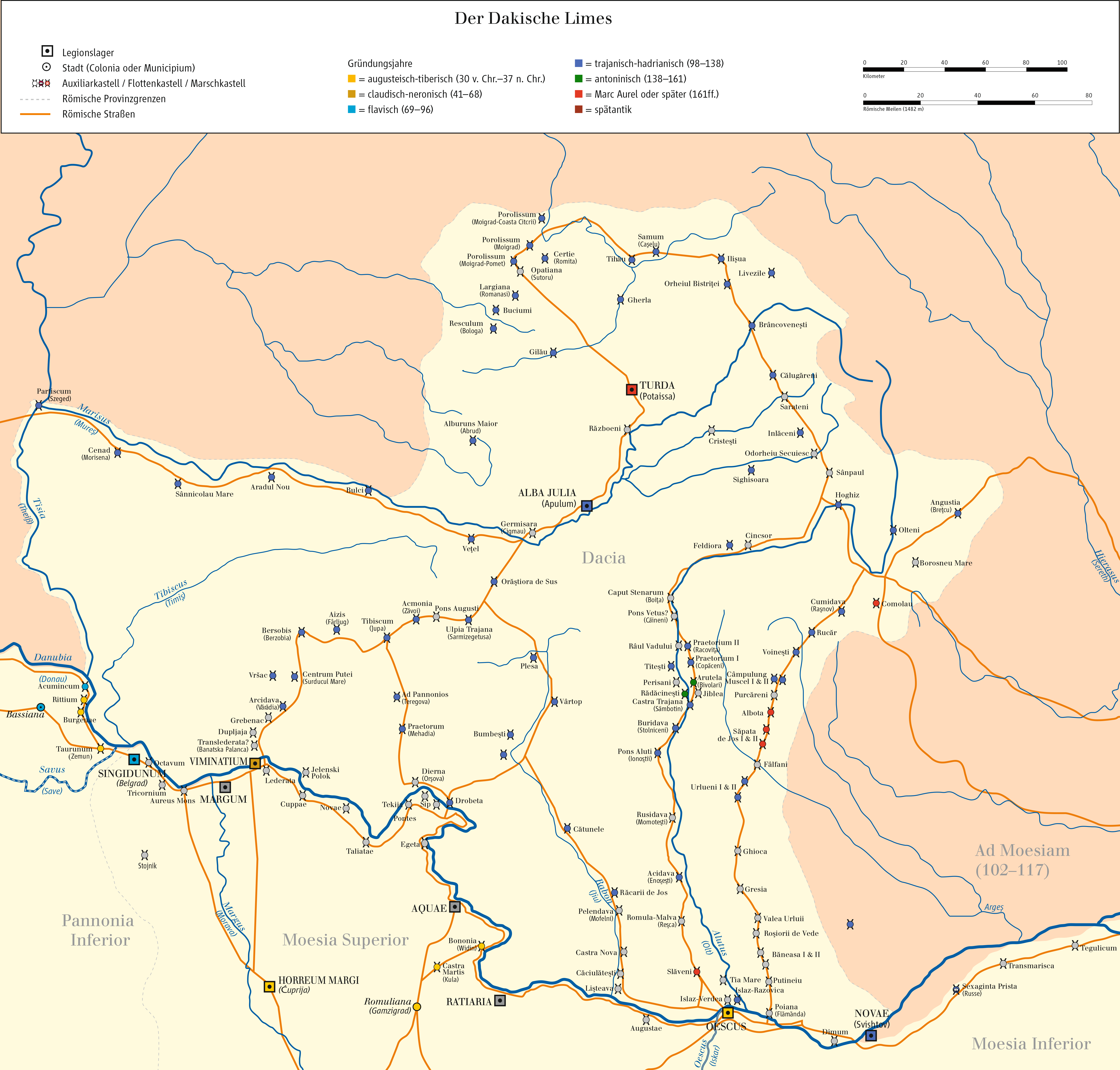
Kastell Călugăreni im Limesverlauf an der nordöstlichen Grenze Dakiens

Kastell Călugăreni war ein römisches Hilfstruppenlager am nordöstlichen Dakischen Limes auf dem heutigen Gebiet von Călugăreni, einem Dorf der Gemeinde Eremitu/Kreis Mureș im rumänischen Siebenbürgen. Gemeinsam mit insgesamt 277 Stätten des Dakischen Limes wurde das Kastell Călugăreni 2024 zum UNESCO-Weltkulturerbe erhoben.

## Lage
Das Kastell liegt an der nordwestlichen Peripherie des modernen Dorfes Călugăreni, am südlichen Ufer der Niraj auf einer Bezugshöhe von rund 445 m oberhalb des Niveaus des Schwarzen Meeres. In antiker Zeit lag es in der Provinz Dacia superior an der östlichen Limesstraße zwischen den Kastellen Brâncovenești im Norden und Sărățeni im Südosten. Mit einer Kette von Wachtürmen und unter Ausnutzung der natürlichen Barrieren der Berge bei Gurghiu und der Subcarpaţii Târnavei Mici hatten dessen Besatzungen die Aufgabe, das obere Nirajtal und das Tal bei Săcădat zu sichern, durch die schon seit vorrömischer Zeit benutzte Verkehrswege ins Barbaricum führten.

## Forschungsgeschichte
Das Kastell wurde erstmals im frühen 18. Jahrhundert von Luigi Ferdinando Marsigli beschrieben, der auch als Erster eine topographische Karte anfertigte. Ende des 18. und zu Beginn des 19. Jahrhunderts (1733, 1778, 1787, 1830 und 1842) wurde der Platz wiederholt in einigen Zeitungen erwähnt. Die erste Information über Ausgrabungen in diesem Bereich publizierte Károly Benkő 1868. Er erwähnte auch erstmals wenigstens halbwegs korrekt die Größe des Kastells mit 170 mal 150 Schritten. Im selben Jahr vermaß Balázs Orbán das Gebiet und kam auf 210 mal 160 Schritte, wies aber explizit auf die abgerundeten Ecken mit Türmen und auf zwei Tore hin. Die ersten wenigstens summarisch (durch F. Deák) dokumentierten Ausgrabungen fanden 1878 unter der Leitung von F. Kovács statt. Bei diesen Ausgrabungen wurden Teile der Porta principalis sinistra (linkes Seitentor) gefunden. Außerdem wurden unter anderem in zwei Metern Tiefe ein grob behauener, liegender Sandsteinlöwe von einem Meter Länge sowie eine fragmentarische Grabinschrift entdeckt. Die Wissenschaftler des späten 19. Jahrhunderts publizierten hauptsächlich zu den bereits veröffentlichten Daten oder fügten kleinere Details hinzu.
In den Veröffentlichungen aus der ersten Hälfte des 20. Jahrhunderts wurde hauptsächlich auf die Geschichte des römischen Dakiens und die Militärgeschichte der Region eingegangen, ferner auf die als Trajanstraße bezeichnete Verbindungsstraße und darüber hinaus vor allem auf ein zu dieser Zeit noch sichtbares Gebäude, dass man als Thermen interpretierte. In dieser Zeit wollte man auch Kanäle festgestellt haben, die das Badehaus mit der Niraj verband, um die Thermen zu entwässern. Während seiner Erkundung des östlichen Limes hat István Paulovics 1942 Călugăreni besucht und basierend auf seinen genauen Feldbeobachtungen einen exakten topographischen Plan des Geländes erstellt. Die ersten systematischen archäologischen Untersuchungen des Militärstandortes erfolgten 1961 durch Dumitru Protase. Die meisten weiteren Publikationen bis zum Ende des 20. Jahrhunderts basierten auf schon vorhandenem Wissen, ohne wesentlich Neues hinzuzufügen. Das änderte sich erst 2004, als Nicoleta Man mit ihren langjährigen Untersuchungen des Ortes begann (siehe Literatur und Weblinks weiter unten).
In den Jahren zwischen 2013 und 2015 untersuchte ein interdisziplinäres Forschungsteam im Rahmen eines Erasmus Intensiv Programms, koordiniert vom Winckelmann-Institut der Humboldt-Universität zu Berlin unter Beteiligung der Universität zu Köln, der Universität Pécs, der Technischen und Wirtschaftswissenschaftlichen Universität Budapest, der Eötvös-Loránd-Universität, Budapest, der Fachhochschule Erfurt, der Babeș-Bolyai-Universität Cluj und der Universität Petru Maior das Gebiet von Călugăreni. Dabei wurden vom Winckelmann-Institut geophysikalische und feldarchäologische Untersuchungen vorgenommen, durch die wichtige Siedlungs- und Bebauungsstrukturen geklärt werden konnten.
Inzwischen sind das Kastell und der Vicusbereich sowie die Thermen unter Denkmalschutz gestellt. Seit 2008 wurden und werden verschiedene Projekte in internationaler Zusammenarbeit zur Erforschung, Erhaltung und Präsentation der Denkmäler an der Ostgrenze des römischen Dakiens luftarchäologisch, geophysikalisch, bauhistorisch, topographisch, sowie mittels systematischer Forschungsgrabungen am römischen Garnisonsstandort Călugăreni durchgeführt.

## Befunde
Das rechteckige Kastell Călugăreni hatte einen Größe von 163 m mal 141 m (entspricht 2,3 Hektar) und war von einem dreifachen Wall- und Grabensystem umgeben. Es wurden zwei Bauphasen festgestellt. Zunächst war das Militärlager in Holz-Erde-Bauweise ausgeführt, zu einem späteren Zeitpunkt wurde die Umwehrung durch eine Steinmauer ersetzt. Mit seiner Prätorialfront (Vorderfront) war es nach Osten hin, auf die durch die Karpaten verlaufende Grenze ausgerichtet. Die von Westen heranführende Straße umlief das Kastell an seiner Nordseite und muss dann weiter nach Osten geführt haben. Im Inneren des Lagers konnten geophysikalisch die Principia (Stabsgebäude), das Praetorium (Kommandantenwohnhaus), ein Horreum (Speichergebäude) und verschiedene Mannschaftsbaracken festgestellt werden. Bei der Ausgrabung im Jahr 2004 wurden sechs Contubernien einer dieser Baracken freigelegt. Die Zivilsiedlung, der Vicus erstreckte sich westlich des Kastells. Die dicht gebauten und parallel stehenden Streifenhäuser waren zur Hauptstraße hin orientiert, die aus Inneren der Provinz kam. Die Hauptstraße wurde im Vicusbereich von drei kleineren Nebenstraße gekreuzt, die nach Norden in Richtung des Baches Niraj führte. An einer dieser Nebenstraßen ließen sich dort, wo sie sich dem Bach näherte, massive Gebäudestrukturen feststellen, die als Thermengebäude identifiziert wurden (siehe weiter unten).
Aufgrund der Ergebnisse von geophysikalischen Prospektion wurden 2013 in den Bereichen der Principia, des Vicus und des Baches insgesamt drei Grabungsschnitte angelegt. In den Principia wurden drei Räume auf der Rückseite sowie der rückwärtige Teil der vorgelagerten Basilika freigelegt. Der größte der drei Räume besaß einen festen Mörtelboden und eine apsidenförmige Rückwand, so dass er als Fahnenheiligtum angesprochen werden konnte. In der Basilika wurden Brandschichten festgestellt und es traten mehrere Funde ans Tageslicht, darunter Teile von Schuppenpanzern und einer Waage sowie eine eiserne Lampe. Im Kreuzungsbereich von Haupt- und einer der Nebenstraße scheint ein größeres Gebäude gestanden zu haben, dessen Funktion unklar blieb. Insbesondere aufgrund von Fundmaterial hoher Qualität wie Terra-Sigillata-Scherben, Bruchstücke von Glasgefäßen und -fenstern, dem Teil eines Bernsteinringes, einem Glasring und Terrakotta-Fragmenten scheint sich in diesem Bereich ein herausragendes Wohnviertel innerhalb des Vicus befunden zu haben. Der dritte Schnitt im Bereich des Baches sollte klären, ob es sich bei dem Gebäude um die Thermen des Vicus handele. Anlass zu dieser Vermutung hatten die Oberflächenfunde gegeben, worunter sich unter anderem Fragmente von Hypokaustziegeln befanden. Durch die Sondierung, bei der zahlreiche Pfeiler einer Hypokaustanlage und einige tegulae mammatae (in Bädern verwendete Wandfliesen) gefunden wurden, konnte diese Annahme bestätigt werden.
Die Grabungen in den genannten Bereichen wurden 2015 fortgesetzt. In den Principia gelang die Identifizierung eines hölzernen Vorgängergebäudes, so dass definitiv mindestens zwei Bauphasen vorliegen. In Schuttschichten über dem jüngeren Bau gab es wieder zahlreiche Kleinfunde, darunter befand sich eine seltene eiserne Handschelle sowie viele Militaria aus Bronze und Eisen. Im Vicusbereich wurde der Gebäudekomplex weiter untersucht. Es wurden wieder die bereits 2013 festgestellten Flächen aus Flusskiesen in unterschiedlicher Struktur angetroffen, die gerade Grenzen aufweisen und rechtwinklig zueinander angeordnet sind. Es ist noch nicht klar, ob es sich um Innenböden oder um außen gelegene Laufhorizonte handelt. Die Gebäude waren Holzkonstruktionen, deren Dächer mit organischen Materialien gedeckt waren. In den Thermen wurden weitere Räume freigelegt, die teilweise hypokaustiert waren. Fragmente von Wandputz bestätigten die einst farbige Bemalung ihrer Wände.

## Garnison
Als in Călugăreni stationierte Truppen wurden inschriftlich die Vexillatio der
- Legio XIII Gemina[2], die
- Cohors I Alpinorum equitata[3] und die
- Cohors I Augusta Ituraeorum[4] nachgewiesen.

Ferner wurde dort zuweilen auch die Cohors I Ubiorum equitata vermutet.

## Denkmalschutz und Präsentation
Die gesamte archäologische Stätte und im Speziellen das Kastell stehen nach dem 2001 verabschiedeten Gesetz Nr. 422/2001 als historische Denkmäler unter Schutz und sind mit dem LMI-Code MS-I-m-B-15354.01 in der nationalen Liste der historischen Monumente (Lista Monumentelor Istorice) eingetragen. Zuständig ist das Ministerium für Kultur und nationales Erbe (Ministerul Culturii şi Patrimoniului Naţional), insbesondere das Generaldirektorat für nationales Kulturerbe, die Abteilung für bildende Kunst sowie die Nationale Kommission für historische Denkmäler sowie weitere, dem Ministerium untergeordnete Institutionen. Ungenehmigte Ausgrabungen sowie die Ausfuhr von antiken Gegenständen sind in Rumänien verboten.
2015 gelang es durch Zusammenarbeit zwischen lokalen und regionalen Behörden die landwirtschaftliche Nutzung auf einigen Hektar Bauernland zu beenden und mit der Gestaltung eines archäologischen Parks (Parcul Arheologic de la Călugăreni) zu beginnen. Das Muzeul Județean Mureș/Mureș County Museum verwaltet den Park. Seit der Einweihung informieren Informationstafeln die Besucher über die wichtigsten Bestandteile des Geländes und seit 2016 beherbergen zwei Holzgebäude, die so genannten Time Box Pavillons, eine Dauerausstellung.